# Sinéad Burke
Pour les articles homonymes, voir Burke.
Sinéad Burke (née en 1990) est une blogueuse, influenceuse, militante et animatrice irlandaise très appréciée pour son TEDxTalk intitulé « Pourquoi le design devrait-il inclure tout le monde ? » qui a atteint 1,2 million de vues en octobre 2019,.  

## Enfance et éducation
Atteinte d'achondroplasie comme son père, elle est l'aînée de cinq enfants et la seule de sa fratrie à avoir développé la maladie. À onze ans, on lui propose de subir une opération qui permettrait d'allonger la taille de ses jambes mais elle refuse. En 1998, ses parents fondent Little People of Ireland (LPI), une organisation qui vient en aide aux personnes de petites tailles en Irlande. 
Burke suit une formation d'enseignante dans le primaire. Elle prépare aussi un doctorat en éducation aux droits de l'homme au Trinity College, à Dublin, avec un accent particulier sur la manière dont les écoles permettent aux enfants de s'exprimer. 

## Activisme dans la mode et le design
À partir de l'âge de 16 ans, Burke se sent exclue des conversations et des expériences de la mode en raison de ses choix limités en tant que personne atteinte d'achondroplasie. Elle commence donc à bloguer pour souligner le caractère exclusif du secteur de la mode. « Les gens ne me prenaient pas au sérieux à cause de mon esthétique physique, alors j'ai commencé à bloguer… et à héler le secteur [de la mode] ». Elle cofonde l'IFDC (Inclusive Fashion and Design Collective) avec le défenseur américain des droits des personnes handicapées, Liz Jackson, dans le but de « mettre au défi les créateurs qui, traditionnellement n'y réfléchissent pas beaucoup, de travailler avec des personnes handicapées et de trouver de belles solutions à ces problèmes. L'esthétique est tellement importante, mais si vous regardez des produits spécialement conçus pour la communauté des personnes handicapées, ils sont plutôt laids ». Jackson et Burke sont invités à assister à la Maison-Blanche à un événement intitulé « Design for all » (Le design pour tous), au cours duquel l'administration Obama met en exergue l'intersection de la mode et du handicap. Burke milite activement pour souligner l’importance du design inclusif dans tous les domaines de la vie en raison des difficultés pratiques auxquelles elle est confrontée pour vivre et se déplacer dans un monde qui n'est pas conçu pour les personnes handicapées : « Le design est un énorme privilège, mais c'est une responsabilité plus grande ». 
En 2012, Burke remporte la dernière édition du concours Alternative Miss Ireland (en) en tant que Miss Minnie Mélange. 
Elle apparaît sur la couverture de The Business of Fashion en mai 2018 avec une interview dans le cadre de la série 'The Age of Influence',.
En 2019, Burke devient la première personne de petite taille à assister au Met Gala,. Elle est habillée personnellement par Alessandro Michele, le directeur artistique de Gucci. 
Elle est l'une des quinze femmes choisies pour apparaître sur la couverture du numéro de septembre 2019 du British Vogue, choisies par la rédactrice invitée la Duchesse de Sussex. Elle est alors la première personne de petite taille à faire la couverture d'un Vogue dans le monde. 
Burke est ambassadrice de la Société irlandaise pour la prévention de la cruauté envers les enfants (en) et des Guides irlandaises. Le 4 avril 2019, Michael D. Higgins, président d'Irlande, la nomme membre de son conseil d'État. La même année, elle est nommée parmi les 100 Women de la BBC. 
Burke fait partie de la collection Finding Power de Joe Caslin exposée à la National Gallery of Ireland. Deux pièces sont exposées dont un trench-coat Burberry coupé à sa taille par le photographe Tim Walker lors d'un photoshoot pour la couverture de The Business of Fashion. 

## Distinctions
- 2018 : « one of the 25 most influential and aspirational female figures in Britain shaping 2018 » par British Vogue[1]
- 2019 : 100 Women[16]